# 百词斩
百词斩是一款帮助用户背诵单词的APP，软件设置了中考词汇、高考词汇、四级词汇、六级词汇、八级词汇、雅思、托福等一系列词典，用户可以选择词典并制定学习计划以决定每天背诵的单词量。用户还可以同其他人PK。